# Каланити, Пол
Пол Судхир Арул Каланити — американский нейрохирург и писатель.
Наиболее известен опубликоваными посмертно мемуарами «Когда дыхание растворяется в воздухе».
Несколько недель книга была в списке бестселлеров научно-популярной литературы Нью-Йорк Таймс.
Книга была переведена на русский К. В. Банниковым и издана в 2021 году издательством Бомбора.

## Биография
Родился 1 апреля 1977 года и жил в Вестчестере, штат Нью-Йорк.
Отец христианин, а мать индуистка, переехали в США из южной Индии.
У него было два брата, Дживан и Суман; Дживан — инженер-компьютерщик и робототехник, а Суман — невролог.
Семья переехала из Бронксвилла, штат Нью-Йорк, в Кингман, штат Аризона, когда Каланити было 10 лет. 
Учился в Стэнфордском университете.
В 2000 году получил степень бакалавра искусств, магистра искусств по английской литературе и бакалавра искусств по биологии человека.
Поступил в Кембриджский университет, где учился в колледже Дарвина и получил степень магистра философии в области истории и философии науки и медицины.
Хотя первоначально Каланити собирался получить степень доктора философии по английской литературе, он поступил в Йельскую медицинскую школу, которую окончил в 2007 году с отличием, получив премию доктора Луиса Х. Наума за свои исследования синдрома Туретта. Был принят в национальное почетное медицинское общество "Альфа Омега Альфа".
После окончания медицинской школы вернулся в Стэнфорд, чтобы пройти ординатуру по нейрохирургии и постдокторскую стажировку по неврологии в медицинской школе Стэнфордского университета.
В мае 2013 года у Каланити был диагностирован рак легких.Он умер 9 марта 2015 года в возрасте 37 лет.
Ещё в Йельском университете он познакомился со студенткой-медиком Люси Годдард, которая впоследствии стала его женой.
Каланити женился на Люси (урожденной Годдард), от которой в 2014 году у него родилась дочь Элизабет Акадия ("Кэди").
Люси написала послесловие к его мемуарам.